# 포도당신생합성
포도당신생합성(葡萄糖新生合成, 영어: gluconeogenesis, GNG)은 특정 비탄수화물 기질로부터 포도당을 생성하는 대사 경로이다. 포도당신생합성은 식물, 동물, 균류, 세균 및 기타 미생물에 존재하는 보편적인 대사 경로이다. 척추동물에서 포도당신생합성은 주로 간에서 일어나며, 간보다는 덜하지만 콩팥 겉질에서도 일어난다. 포도당신생합성은 혈당량을 유지하고 낮은 수치의 혈당(저혈당증)을 피하기 위해 사람과 다른 많은 동물들이 사용하는 두 가지 기본적인 메커니즘(다른 하나는 글리코젠 분해) 중 하나이다. 반추동물의 경우 식이성 탄수화물을 대사하는 경향이 있기 때문에 단식, 저탄수화물 식이, 운동 등과 관계없이 포도당신생합성이 일어난다. 다른 많은 동물에서 포도당신생합성은 단식, 기아, 저탄수화물 식이 또는 격렬한 운동을 하는 동안 일어난다.
사람에서 포도당신생합성의 기질은 피루브산 또는 해당과정의 대사 중간생성물로 전환될 수 있는 비탄수화물 공급원으로부터 유래할 수 있다(그림 참조). 이러한 기질로는 단백질 분해의 경우 포도당생성성 아미노산(케톤체생성성 아미노산은 아님), 지질(트라이글리세라이드와 같은)의 분해로 생성되는 글리세롤, 홀수 지방산(짝수 지방산은 아님, 아래 참조), 코리 회로의 젖산 등이 있다. 장기간의 단식 상태에서 케톤체에서 유래한 아세톤은 지방산에서 포도당으로의 경로를 제공하는 기질로 역할을 할 수 있다. 대부분의 포도당신생합성은 간에서 일어나지만 콩팥에 의한 포도당신생합성의 상대적 기여는 당뇨병 및 장기간의 단식에서 증가한다.
포도당신생합성 경로는 ATP 또는 GTP의 가수분해와 짝을 지어 효과적으로 이 과정을 에너지 방출적인 과정으로 만들기 전까지 매우 에너지 흡수적인 과정이다. 예를 들어 피루브산에서 포도당 6-인산으로 이어지는 경로는 자발적으로 진행되기 위해 4분자의 ATP와 2분자의 GTP를 필요로 한다. 이들 ATP는 β 산화를 통해 지방산 분해로부터 공급된다.

## 전구체
- 포도당생성성 아미노산은 포도당신생합성에 의해 포도당으로 전환될 수 있는 아미노산이다.
- 케톤체생성성 아미노산은 케톤체의 전구체인 아세틸-CoA로 직접적으로 분해될 수 있는 아미노산이다. 이들은 케톤체생성 또는 지질 합성에 사용될 수 있다.
- 일부 아미노산은 포도당생성성 아미노산이면서 케톤체생성성 아미노산이다.

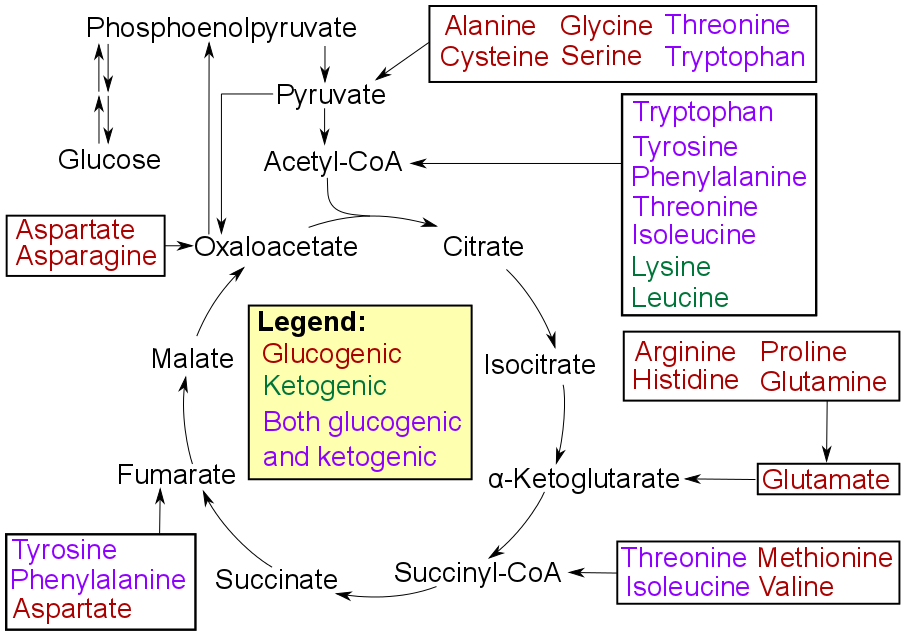
단백질생성성 아미노산의 이화작용. 아미노산은 포도당신생합성 경로로 들어가는 아미노산의 대사 생성물에 따라 다음과 같이 분류할 수 있다.
- 포도당생성성 아미노산은 포도당신생합성에 의해 포도당으로 전환될 수 있는 아미노산이다.
- 케톤체생성성 아미노산은 케톤체의 전구체인 아세틸-CoA로 직접적으로 분해될 수 있는 아미노산이다. 이들은 케톤체생성 또는 지질 합성에 사용될 수 있다.
- 일부 아미노산은 포도당생성성 아미노산이면서 케톤체생성성 아미노산이다.

사람에서 주요 포도당신생합성성 전구체로는 젖산, 글리세롤(트라이글리세라이드 분자의 일부분), 알라닌 및 글루타민이 있다. 전체적으로 이들은 전체 포도당신생합성의 90% 이상을 차지한다. 다른 포도당생성성 아미노산들과 시트르산 회로의 모든 대사 중간생성물들(옥살로아세트산으로의 전환을 통해)도 포도당신생합성을 위한 기질로 작용할 수 있다. 일반적으로 사람의 음식물에 포함된 포도당신생합성성 기질의 섭취는 포도당신생합성을 증가시키지 않는다.
반추동물에서 프로피온산은 주요 포도당신생합성성 기질이다. 사람을 포함한 비반추동물에서 프로피온산은 홀수 지방산 및 가지사슬 지방산의 β 산화에서 생성되며, 포도당신생합성에 대한 비교적 미미한 기질이다.
젖산은 간으로 다시 운반되어 젖산 탈수소효소를 사용하는 코리 회로에 의해 피루브산으로 전환된다. 그런 다음 포도당신생합성 경로의 첫 번째 기질인 피루브산을 사용하여 포도당을 생성할 수 있다. 아미노산의 아미노기 전이 또는 탈아미노화는 탄소 골격이 직접적으로(피루브산 또는 옥살로아세트산으로) 또는 시트르산 회로를 통해 간접적으로 포도당신생합성 경로로 들어가는 것을 촉진한다. 코리 회로를 통한 젖산의 전체 포도당 생산에 대한 기여는 단식 기간에 따라 증가한다. 구체적으로 지원자들을 대상으로 12시간, 20시간 및 40시간 단식 후 코리 회로를 통한 젖산의 포도당신생합성에 대한 기여는 각각 41%, 71% 및 92%였다.
동물에서 짝수 지방산이 포도당으로 전환될 수 있는지 여부는 생화학에서의 오랜 질문이었다. 홀수 지방산은 산화되어 아세틸-CoA 및 프로피오닐-CoA를 생성할 수 있으며, 프로피오닐-CoA는 석시닐-CoA의 전구체 역할을 하며, 석시닐-CoA는 피루브산으로 전환되어 포도당신생합성 경로로 들어갈 수 있다. 대조적으로 짝수 지방산은 산화되어 아세틸-CoA만을 생성하며, 아세틸-CoA가 포도당신생합성 경로로 진입하려면 4탄소 다이카복실산 전구체를 생성하기 위한 글리옥실산 회로의 존재가 필요하다. 글리옥실산 회로는 말산 생성효소와 아이소시트르산 분해효소를 포함하며 균류, 식물, 세균에 존재한다. 동물 조직에서 발견된 글리옥실산 회로 효소에 대한 일부 보고에도 불구하고, 두 가지 효소 기능을 모두 암호화하고 있는 유전자는 단일 이기능성 효소로 존재하는 선형동물에서만 발견되었다. 말산 생성효소만을 암호화하고 있는 유전자(아이소시트르산 분해효소는 아님)는 절지동물, 극피동물, 심지어 일부 척추동물을 포함한 다른 동물에서도 확인되었다. 말산 생성효소 유전자를 가지고 있는 것으로 밝혀진 포유류로는 단공류(오리너구리)와 유대류(주머니쥐)가 있지만 태반 포유류는 아니다.
사람에서 글리옥실산 회로의 존재는 발견되지 않았으며, 지방산은 사람에서 포도당으로 직접적으로 전환될 수 없다는 것이 널리 알려져 있다. 탄소-14(14C)는 지방산으로 공급될 때 포도당으로 끝나는 것으로 나타났지만 이것은 아세틸-CoA로부터 유래된 표지 원자를 포도당생성성 아미노산과 같은 다른 생리학적 공급원으로부터 유래된 탄소 원자와 상호교환이 가능한 시트르산 회로의 대사 중간생성물 풀에서 합쳐지는 것에서 예상될 수 있었다. 다른 포도당생성성 공급원이 없는 경우, 지방산의 산화로부터 유래한 2탄소 화합물인 아세틸-CoA는 2개의 탄소 원자가 시트르산 회로가 작동하는 동안 이산화 탄소로 방출되기 때문에 시트르산 회로를 거쳐서 포도당을 순생성할 수 없다. 그러나 케톤증에서 지방산으로부터 유래한 아세틸-CoA는 아세톤을 포함한 케톤체를 생성하고 최대 약 60%의 아세톤이 간에서 피루브산의 전구체인 아세톨 및 메틸글리옥살로 산화될 수 있다. 따라서 지방산으로부터 유래한 케톤체는 기아 동안 포도당신생합성의 최대 11%를 차지할 수 있다. 지방산의 이화작용은 또한 포도당신생합성 경로에 필요한 ATP 형태의 에너지를 생산한다.

## 위치
포유류에서 포도당신생합성은 간, 콩팥, 장, 및 근육으로 제한되는 것으로 믿어져 왔지만 최근의 증거는 뇌의 성상교세포에서도 포도당신생합성이 일어나는 것으로 나타났다. 이들 기관은 다소 다른 포도당신생합성성 전구체를 사용한다. 간은 우선적으로 젖산, 글리세롤, 포도당생성성 아미노산(특히 알라닌)을 사용하고, 콩팥은 우선적으로 젖산, 글루타민, 글리세롤을 사용한다. 코리 회로의 젖산은 특히 콩팥에서 포도당신생합성을 위한 기질의 가장 큰 공급원이다. 간은 글리코젠 분해와 포도당신생합성을 모두 사용하여 포도당을 생성하는 반면, 콩팥은 포도당신생합성만 사용한다. 식사 후 간은 글리코젠 합성 모드로 전환되고 콩팥은 포도당신생합성을 증가시킨다. 장은 주로 글루타민과 글리세롤을 사용한다.
프로피온산은 반추동물의 간에서 포도당신생합성의 주요 기질이며, 반추동물의 간은 포도당의 요구량이 증가할 때 포도당생성성 아미노산(예: 알라닌)의 사용을 증가시킬 수 있다. 포도당신생합성을 위해 젖산을 사용하는 간세포의 수용력은 송아지와 양에서 전반추 단계에서 반추 단계로 감소한다. 양의 콩팥 조직에서 프로피온산으로부터 매우 높은 비율의 포도당신생합성이 관찰되었다.
모든 생물종에서 피루브산 및 시트르산 회로의 대사 중간생성물로부터 옥살로아세트산의 형성은 미토콘드리아에서로 제한되며, 포스포엔올피루브산을 포도당 6-인산으로 전환시키는 효소는 세포질에서 발견된다. 포도당신생합성의 두 부분을 연결하며 옥살로아세트산을 포스포엔올피루브산으로 전환하는 반응을 촉매하는 효소인 포스포엔올피루브산 카복시키네이스의 위치는 생물종에 따라 다양하다. 포스포엔올피루브산 카복시키네이스는 완전히 미토콘드리아 내에서 또는 완전히 세포질 내에서 발견될 수 있으며, 사람에서와 같이 미토콘드리아와 세포질에 고르게 분포할 수도 있다. 미토콘드리아 막을 통한 포스포엔올피루브산의 수송은 전용 수송 단백질에 의해 수행된다. 그러나 옥살로아세트산에 대해서는 그러한 단백질이 존재하지 않는다. 따라서 미토콘드리아 내에 포스포엔올피루브산 카복시키네이스가 없는 생물에서 옥살로아세트산은 말산 또는 아스파르트산으로 전환되어 미토콘드리아로부터 내보내지고 포도당신생합성이 계속될 수 있도록 다시 옥살로아세트산으로 전환되어야 한다.

## 경로

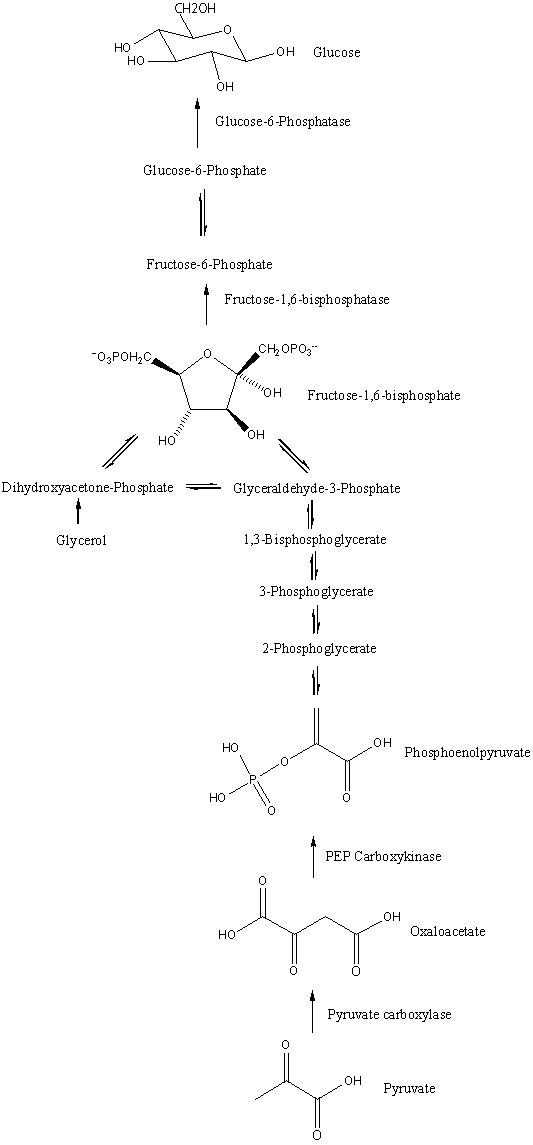
핵심적인 분자와 효소를 나타낸 포도당신생합성 경로. 포도당신생합성의 많은 단계들은 해당과정에서 발견되는 단계들의 역반응이다.

포도당신생합성은 일련의 11가지 효소 촉매 반응으로 구성된 대사 경로이다. 경로는 간 또는 콩팥에서 해당 세포의 미토콘드리아 또는 세포질에서 시작되며, 이는 사용되는 기질에 따라 다르다. 포도당신생합성을 구성하는 반응의 대다수는 해당과정에서 발견되는 반응의 역반응이다.
- 포도당신생합성은 피루브산의 탈카복실화에 의한 옥살로아세트산의 형성으로 미토콘드리아에서 시작된다. 이 반응은 또한 1분자의 ATP를 필요로 하며, 피루브산 카복실화효소에 의해 촉매된다. 이 효소는 높은 수준의 아세틸-CoA(간에서 β 산화에 의해 생성됨)에 의해 촉진되고 높은 수준의 ADP와 포도당에 의해 억제된다.
- 옥살로아세트산은 미토콘드리아 밖으로 운반되는 단계에서 NADH를 사용하여 말산으로 환원된다.
- 말산은 세포질에서 NAD+를 사용하여 옥살로아세트산으로 산화되며, 세포질에서 포도당신생합성의 나머지 단계들이 일어난다.
- 옥살로아세트산은 탈카복실화된 다음 포스포엔올피루브산 카복시키네이스에 의해 인산화되어 포스포엔올피루브산으로 전환된다. 이 반응 동안 GTP는 GDP로 가수분해된다.
- 반응의 다음 단계는 해당과정의 역반응과 동일하다. 그러나 과당 1,6-이중인산가수분해효소는 과당 1,6-이중인산을 과당 6-인산으로 전환시키고, 이 과정에서 1분자의 물을 사용하고 1분자의 인산을 방출한다. 해당과정에서 포스포프럭토키네이스-1은 과당 6-인산과 ATP를 과당 1,6-이중인산과 ADP로 전환시킨다. 이 단계는 또한 포도당신생합성의 속도 제한 단계이다.
- 포도당 6-인산은 포스포헥소스 이성질화효소에 의해 과당 6-인산으로부터 생성된다(해당과정의 두 번째 단계의 역반응). 포도당 6-인산은 다른 대사 경로에 사용되거나 탈인산화되어 포도당으로 전환될 수 있다. 포도당은 세포 안팎으로 쉽게 확산될 수 있는 반면, 인산화된 형태(포도당 6-인산)은 세포 내에 머무르게 되기 때문에 세포가 세포 내의 포도당 수준을 조절하는 메커니즘으로 기능한다.
- 포도당신생합성의 마지막 단계인 포도당을 생성하는 반응은 소포체의 내강에서 일어나며, 포도당 6-인산은 포도당 6-인산가수분해효소에 의해 가수분해되어 포도당을 생성하고 무기 인산을 방출한다. 이전 두 단계와 마찬가지로 이 단계는 헥소키네이스가 포도당과 ATP를 포도당 6-인산과 ADP로 전환하는 반응을 촉매하는 해당과정의 단순한 역반응이 아니다. 포도당은 소포체 막에 위치한 포도당 운반체에 의해 세포질로 운반된다.

## 조절
포도당신생합성의 대부분의 단계는 해당과정에서 발견되는 단계의 역반응이지만, 세 가지 조절되고 강력한 에너지 흡수 반응은 보다 반응속도론적으로 유리한 반응으로 대체된다. 해당과정의 헥소키네이스/글루코키네이스, 포스포프럭토키네이스-1 및 피루브산 키네이스는 포도당신생합성에서 포도당 6-인산가수분해효소, 과당 1,6-이중인산가수분해효소 및 포스포엔올피루브산 카복시키네이스/피루브산 카복실화효소로 대체된다. 이들 효소는 일반적으로 유사한 분자에 의해 조절되지만, 서로 반대되는 결과를 나타낸다. 예를 들어 아세틸-CoA와 시트르산은 포도당신생합성의 효소인 피루브산 카복실화효소 및 과당 1,6-이중인산가수분해효소를 활성화하는 동시에 해당과정의 효소인 피루브산 키네이스를 억제한다. 이러한 상호 조절 시스템은 해당과정과 포도당신생합성이 서로를 억제하고, 포도당을 합성한 다음 분해만 하는 낭비 회로가 되는 것을 방지한다. 피루브산 키네이스는 또한 피루브산과 젖산을 형성하기 위한 목적으로 포도당신생합성과 관련이 없는 86개의 경로를 우회할 수도 있다. 이러한 경로 중 일부는 포도당으로부터 유래된 탄소 원자를 사용한다.
포도당신생합성에 관여하는 대부분의 효소들은 세포질에서 발견된다. 세포질에서 발견되지 않는 효소로는 미토콘드리아의 피루브산 카복실화효소와 동물에서의 포스포엔올피루브산 카복시키네이스가 있다. 포스포엔올피루브산 카복시키네이스는 미토콘드리아와 세포질 모두에 위치하는 동질효소로 존재한다. 포도당신생합성의 속도는 궁극적으로 핵심적인 효소인 과당 1,6-이중인산가수분해효소의 작용에 의해 조절되며, 이는 또한 cAMP에 의한 신호전달과 인산화를 통해 조절된다.
포도당신생합성의 전체적인 조절은 글루카곤(혈당량이 낮을 때 방출됨)에 의해 매개된다. 글루카곤은 단백질 키네이스 A(cAMP 조절 키네이스)에 의한 효소 및 조절 단백질의 인산화를 유발하여 해당과정을 억제하고 포도당신생합성을 촉진한다. 인슐린은 포도당신생합성을 억제함으로써 글루카곤에 대해 길항적으로 작용한다. 제2형 당뇨병은 과도한 글루카곤의 방출과 인슐린 저항성을 특징으로 한다. 이러한 경우에 인슐린은 신체의 고혈당 수준을 증가시키는 포스포엔올피루브산 카복시키네이스와 같은 효소의 유전자 발현을 더 이상 억제할 수 없게 된다. 항당뇨병제인 메트포르민은 인슐린 저항성으로 인한 인슐린의 포도당신생합성 억제의 실패를 극복하여 주로 포도당신생합성의 억제를 통해 혈당량을 감소시킨다.
연구에 따르면 간에서 포도당 생성의 부재는 공복 혈장 포도당 농도의 조절에 큰 영향을 미치지 않는다. 포도당신생합성의 보상적 유도는 글루카곤, 당질 코르티코이드 및 산성혈증에 의해 구동되는 콩팥과 장에서 일어난다.

## 인슐린 저항성
간에서 FOX 단백질 FOXO6은 일반적으로 공복 상태에서 포도당신생합성을 촉진하지만 인슐린은 음식물을 섭취시 FOXO6을 차단한다. 인슐린 저항성 상태에서 인슐린은 FOXO6을 차단하지 못하여 음식물을 섭취해도 계속 포도당신생합성을 일으켜 고혈당(고혈당증)을 초래한다.
인슐린 저항성은 대사 증후군과 제2형 당뇨병의 일반적인 특징이다. 이러한 이유로 포도당신생합성은 포도당신생합성성 포도당 생성을 억제하고 세포에 의한 포도당 흡수를 자극하는 항당뇨병제인 메트포르민과 같은 제2형 당뇨병에 대한 치료제들의 표적이다.

## 같이 보기
- 생체에너지학
- 해당과정
- 피루브산의 산화
- 시트르산 회로
- 산화적 인산화